# Tunnel Lincoln
 (septembre 2012).
Si vous disposez d'ouvrages ou d'articles de référence ou si vous connaissez des sites web de qualité traitant du thème abordé ici, merci de compléter l'article en donnant les références utiles à sa vérifiabilité et en les liant à la section « Notes et références ».
Le tunnel Lincoln, en Lincoln Tunnel, est un tunnel routier qui traverse le fleuve Hudson pour relier New York, au niveau du quartier de Chelsea sur l'île de Manhattan, à la ville de Weehawken dans le New Jersey, sur le continent. Environ 120 000 véhicules l'empruntent chaque jour, ce qui en fait l'un des tunnels autoroutiers les plus fréquentés au monde. 
C'est l'un des deux tunnels routiers à péage construits sous l'Hudson, l'autre, plus ancien, étant le Holland Tunnel entre Jersey City et Lower Manhattan.

## Histoire
La construction de la première galerie du tunnel débuta en 1934, sous la direction de l'ingénieur Ole Singstad, et fut achevée en 1937. Elle fut ouverte au trafic le 22 décembre 1937.
Deux galeries supplémentaires furent percées en 1945 et 1957. Le coût total des travaux a atteint 75 millions de dollars. Le tunnel offre au total six voies de circulation. Pendant les heures de pointe en matinée, l'une d'elles est réservée aux autobus.
Le tunnel Lincoln figurait dans la liste des cibles choisies par des terroristes islamistes en 1993, mais ils furent arrêtés avant de mettre leur plan à exécution.

## Caractéristiques techniques
Longueur des galeries :
- Nord : 2 280 m
- Centre : 2 504 m
- Sud : 2 440 m

## Dans la culture populaire
- Le tunnel apparaît dans Grand Theft Auto IV sous le nom de Booth Tunnel.